# فلاش الرسوم المتحركة

رسوم متحركة بسيطة في فلاش مكس: مربع يتحرك عبر الشاشة في موشن توين، واحدة من الوظائف الأساسية للفلاش. السلخ يستخدم لإظهار الحركة الظاهرة للمربع.

أدوبي فلاش الرسوم المتحركة Adobe Flash animation أو أدوبي فلاش الكرتون (سابقا ماكروميديا فلاش الرسوم المتحركة، ماكروميديا فلاش الكرتون، فوتوريسبلاش الرسوم المتحركة، وفوتوريسبلاش الكرتون) هو الرسوم المتحركة التي يجري إنشاؤها باستخدام منصة أدوبي أنيميت (سابقا فلاش بروفيشنال) أو برامج الرسوم المتحركة المماثلة، وغالبا ما توزع في ملفات بتنسيق SWF. مصطلح أدوبي فلاش الرسوم المتحركة يشير إلى كل من تنسيق الملف والوسيط الذي يجري فيه إنتاج الرسوم المتحركة. تمتعت أدوبي فلاش للرسوم المتحركة بشعبية كبيرة منذ منتصف عام 2000، حيث ظهرت العديد من المسلسلات التلفزيونية المتحركة باستخدام أدوبي فلاش، وكذلك الإعلانات التلفزيونية، والمقاطع القصيرة على الإنترنت الحائزة على جوائز.
في أواخر التسعينيات، عندما كان النطاق الترددي لا يزال عند 56 كيلوبت/ثانية لمعظم مستخدمي الإنترنت، استخدم العديد من فناني الرسوم المتحركة في أدوبي فلاش رسومًا متحركة محدودة أو رسومًا متحركة مقطوعة عند إنشاء مشاريع مخصصة للتوزيع على الويب. سمح ذلك للفنانين بإصدار تجارب قصيرة وتفاعلية حجمها أقل بكثير من 1 ميغابايت، والتي يمكنها بث الصوت والرسوم المتحركة عالية الجودة.
برنامج أدوبي فلاش قادر على دمج الصور النقطية والفنون النقطية الأخرى، بالإضافة إلى الفيديو، على الرغم من أن معظم أفلام أدوبي فلاش يجري إنشاؤها باستخدام الرسومات القائمة على المتجهات فقط، والتي غالبًا ما تؤدي إلى مظهر رسومي واضح إلى حد ما. بعض السمات المميزة للرسوم المتحركة لـ أدوبي فلاش ضعيفة الإنتاج هي الحركات الطبيعية المتقطعة (تُرى في دورات المشي والإيماءات)، وحركات شخصية المتدرجة تلقائيًا، وعدم مزامنة الشفاه مع الصوت.
عادةً ما تُوزع رسوم أدوبي فلاش المتحركة عن طريق شبكة الويب العالمية، وفي هذه الحالة يُشار إليها غالبًا على أنها رسوم متحركة عبر الإنترنت أو رسوم متحركة عبر الإنترنت أو رسوم متحركة على شبكة الإنترنت Internet cartoons, online cartoons. قد تكون الرسوم المتحركة على الويب تفاعلية ويجري إنشاؤها غالبًا في سلسلة. تتميز رسوم أدوبي فلاش المتحركة عن ويب كومكس، وهي شريط هزلي يجري توزيعه عبر الويب، بدلاً من الرسوم المتحركة.

## التاريخ
أول استخدام بارز لتنسيق الرسوم المتحركة Adobe Flash كان من قبل صانع Ren & Stimpy جون كريكفالوسي. في 15 أكتوبر 1997، أطلق برنامج Goddamn George Liquor، وهو أول سلسلة رسوم متحركة تُنتج خصيصًا للإنترنت.  قام ببطولة المسلسل جورج ليكور (شخصية خيالية) وابن أخيه جيمي The Idiot Boy. في وقت لاحق، أنتج كريكفالوسي المزيد من المشاريع المتحركة باستخدام Adobe Flash Professional، بما في ذلك العديد من الأفلام القصيرة عبر الإنترنت لموقع Icebox.com، والإعلانات التجارية التلفزيونية، والفيديو الموسيقي. بعد ذلك بوقت قصير، بدأت الرسوم المتحركة على شبكة الإنترنت تظهر على الإنترنت بشكل أكثر انتظامًا.
في 26 فبراير 1999، أصبحت سلسلة الويب الشهيرة WhirlGirl أول سلسلة ويب رسوم متحركة من Adobe Flash مجدولة بانتظام عندما عُرضت لأول مرة على قناة الكابل شوتايم في بث غير مسبوق وإصدار متزامن على موقع شوتايم الإلكتروني.   ابتكرها ديفيد بي ويليامز وأنتجها Visionary Media، وهو الاستوديو الذي أسسه، ويتبع WhirlGirl مغامرات بطلة خارقة شابة تناضل من أجل الحرية في مستقبل تحكمه "إمبراطورية ميدياتك" قوية للغاية. أُطلق المسلسل في الأصل في ربيع عام 1997 ككوميدي على شبكة الإنترنت مع عدد محدود من الرسوم المتحركة والصوت. بعد اكتساب شركاء المشاركة عبر الإنترنت بما في ذلك Lycos.com وWebTV، اعتمدت السلسلة الرسوم المتحركة Adobe Flash لأول مرة في يوليو 1998. بعد ظهورها الأول في شوتايم، ظهرت البطلة في أكثر من 50 حلقة ويب Adobe Flash على موقع شوتايم الإلكتروني وتمثلت في حملة شوتايم التسويقية متعددة الوسائط بملايين الدولارات.

## إنشاء رسوم متحركة فلاش باستخدام برامج أخرى
يتوفر عدد من حزم البرامج الأخرى التي يمكنها إنشاء مخرجات بتنسيق.swf.  من بينها Vyond وToon Boom وXara Photo &amp; Graphic Designer وSerif DrawPlus وToufee وExpress Animator وCelAction 2D وAnime Studio. غالبًا ما توفر هذه الواجهات الأمامية دعمًا إضافيًا لإنشاء الرسوم المتحركة، خاصةً مع الأدوات المصممة خصيصًا لرسامي الرسوم المتحركة المدربين تقليديًا، مما قد يؤدي إلى تسريع الرسوم المتحركة للشخصية بشكل كبير.

## وصلات خارجية
- فلاش الرسوم المتحركة على مشروع الدليل المفتوح